# فرگشت چندخطی
فرگشت چندخطی یک نظریه اجتماعی قرن بیستم دربارهٔ فرگشت اجتماعی و فرهنگ‌ها است. از بسیاری از نظریه‌های رقیب توسط جامعه‌شناسان و مردم‌شناسان مختلف تشکیل شده‌است. این نظریه جایگزین مجموعه قدیمی‌تر قرن نوزدهم نظریه‌های فرگشت تک‌خطی شده‌است، جایی که فرگشت‌گرایان عمیقاً علاقه‌مند به تعمیم بودند.
در حدود سال ۱۹۴۰، تعدادی از انسان‌شناسان آمریکایی رد ایده‌های فرگشت‌گرایی تک‌خطی و فرگشت‌گرایی جهانی را آغاز کردند و حرکت به سوی ایده فرگشت‌گرایی چندخطی را آغاز کردند. این نظریه حول فرآیندی متمرکز بود که فرهنگ در مسیرهای مختلف متشکل از سبک‌ها و طول‌های مختلف حرکت می‌کند.
در میانهٔ قرن بیستم، انسان‌شناسان انتقاد از تعمیم فرهنگ و مراحل فرضی تکامل فرهنگی را آغاز کردند و در عوض، روند جدیدی را آغاز کردند که همه فرهنگ‌ها را بر اساس زمان و مکان منحصر به فرد می‌دیدند.